# Puente María Valeria
El puente María Valeria une Esztergom en Hungría y Štúrovo en Eslovaquia, a través del río Danubio. El puente tiene unos 500 metros de longitud. Lleva el nombre de la archiduquesa María Valeria de Austria (1868-1924), cuarta hija del emperador de Austria-Hungría, Francisco José e Isabel.

## Historia
El puente fue diseñado por János Feketeházy en 1893; construyó varios puentes sobre el Danubio, entre ellos el puente de la Libertad (originalmente el puente de Francisco José) en Budapest y el puente de Isabel entre Komárno y Komárom. Desde su inauguración, el 28 de septiembre de 1895, el puente ha sido destruido en dos ocasiones. El 22 de julio de 1919 el puente fue destruido por una detonación en su primer muelle del lado occidental, pero el puente fue renovado en 1922 y reconstruido completamente en 1926. Durante la Segunda Guerra Mundial, las tropas alemanas en retirada volaron el puente el 26 de diciembre de 1944 junto con otros puentes cercanos a Esztergom. 
Décadas de intransigencia entre los gobiernos comunistas de Hungría y Checoslovaquia hicieron que el puente no se reconstruyera hasta el nuevo milenio, reabriéndose finalmente el 11 de octubre de 2001. La mitad de los costes del proyecto fueron cubiertos por una subvención de 10 millones de euros de la Unión Europea, dentro del proyecto PHARE de la UE para ayudar a los países candidatos a prepararse para la adhesión a la UE. La reapertura se celebró con la emisión de un sello eslovaco. La reconstrucción del puente ayudó a la economía local de la eurorregión de Ister-Granum.
Como Eslovaquia y Hungría forman parte del espacio Schengen, no hay controles fronterizos en el puente. Ambos países pasaron a formar parte del espacio Schengen el 12 de diciembre de 2007, lo que permitió suprimir todos los controles de inmigración y aduana.
Cuando era joven, el escritor Patrick Leigh Fermor caminó desde Holanda hasta Constantinopla en 1933/34. Su libro A Time of Gifts (Tiempo de regalos) termina en el puente y el segundo volumen, Between the Woods and the Water (Entre los bosques y el agua), comienza con él cruzando hacia Esztergom.